# Do diabła z miłością
Do diabła z miłością (oryg. Down with Love) – amerykański film fabularny z 2003 roku, pastisz komedii romantycznych.

## Opis fabuły
Lata sześćdziesiąte. Początkująca pisarka Barbara Novak (Renée Zellweger) wydaje książkę "Do diabła z miłością", w której namawia kobiety, by zrezygnowały z uczucia na rzecz kariery. Wkrótce poznaje dziennikarza, Catchera Blocka (Ewan McGregor), znanego podrywacza. Chce on w sobie rozkochać Barbarę i ośmieszyć jej teorię. Sam jednak staje się obiektem manipulacji kobiety.

## Obsada
- Renée Zellweger jako Barbara Novak
- Ewan McGregor jako Catcher Block
- Sarah Paulson jako Vikki Hiller
- David Hyde Pierce jako Peter MacMannus
- Rachel Dratch jako Gladys
- Jack Plotnick jako Maurice
- Tony Randall jako Theodore Banner
- Jeri Ryan jako Gwendolyn
- Ivana Milicevic jako Yvette
- Melissa George jako Elkie
- Dorie Barton jako Sally
- Marc Shaiman jako pianista